# Програма 863
Програма 863 — Державна програма або План розвитку високих технологій, ініційована урядом Китайської народної республіки. Програма спрямована на стимулювання розвитку передових технологій у різних галузях досліджень. Основна мета програми 863 — незалежність держави від імпорту зарубіжних технологій.
Оригінальна назва 863 утворена від того, що програма з'явилася в третьому місяці (3, березень) 1986 року. Назва була запропонована в листі кількох китайських інженерів (Ван Ганьчан, Ван Даян, Ян Цзячі і Чень Фанюнь), адресованому китайському уряду і була підтримана Ден Сяопіном.

## Результати програми 863
Космічні технології: 
- Сімейство космічних кораблів Шеньчжоу.

Мікроелектроніка: 
- Сімейство комп'ютерних мікропроцесорів Loongson.
- Сімейство комп'ютерних мікропроцесорів ShenWei.

Суперкомп'ютери: 
- Sunway BlueLight MPP, 2011, 1 PFLOPS, на базі 8575 16-ти ядерних процесорів SW1600 сімейства ShenWei.